# リタ・ウィルソン
リタ・ウィルソン（Rita Wilson, 本名: Margarita Ibrahimoff, 1956年10月26日 - ）は、アメリカ合衆国カリフォルニア州ロサンゼルス出身の女優、歌手、映画プロデューサー。『めぐり逢えたら』(1993年)、『Dearフレンズ』(1995年)、『ジングル・オール・ザ・ウェイ』(1996年)、『ストーリー・オブ・ラブ』(1999年)、『プリティ・ブライド』(1999年)などの映画に出演した。ブロードウェイやテレビにも出演する他、『マイ・ビッグ・ファット・ウェディング』(2002年)などいくつかの映画でプロデュースを行なっている。

## 経歴

### 生い立ち
1956年10月26日にカリフォルニア州ロサンゼルスで生まれ、Margarita Ibrahimoff (ブルガリア語: Маргарита Ибрахимова; ギリシア語: Μαργαρίτα Ιμπραΐμοφ)と名付けられた。母親はギリシャからの移民で、ギリシャ国境アルバニアのジロカストラ県で生まれ育った。父親Hassan Halilov Ibrahimoff (1920年3月21日 – 2009年3月6日)はギリシャ生まれのポマク(ムスリム・ブルガリア人)である(1919年の第一次世界大戦、ヌイイ条約、1920年のSan Remo conference により父の出身地のWestern Thrace はブルガリアからギリシャとなった)。1949年5月4日、ウィルソンの父はアメリカに移住し、1960年、姓をHassan Ibrahimoffから地元の道の名に因んでアラン・ウィルソンに変更した。ウィルソンはギリシャ正教を信仰して育った。ウィルソンの夫のトム・ハンクスによるとウィルソンの父は母国語のブルガリア語の他にロシア語、トルコ語、ポーランド語、ギリシャ語そして少しであるがイタリア語、フランス語が話せ、映画『ターミナル』でハンクスが演じたヴィクター・ナヴォルスキ役のモデルとなった。

### キャリア

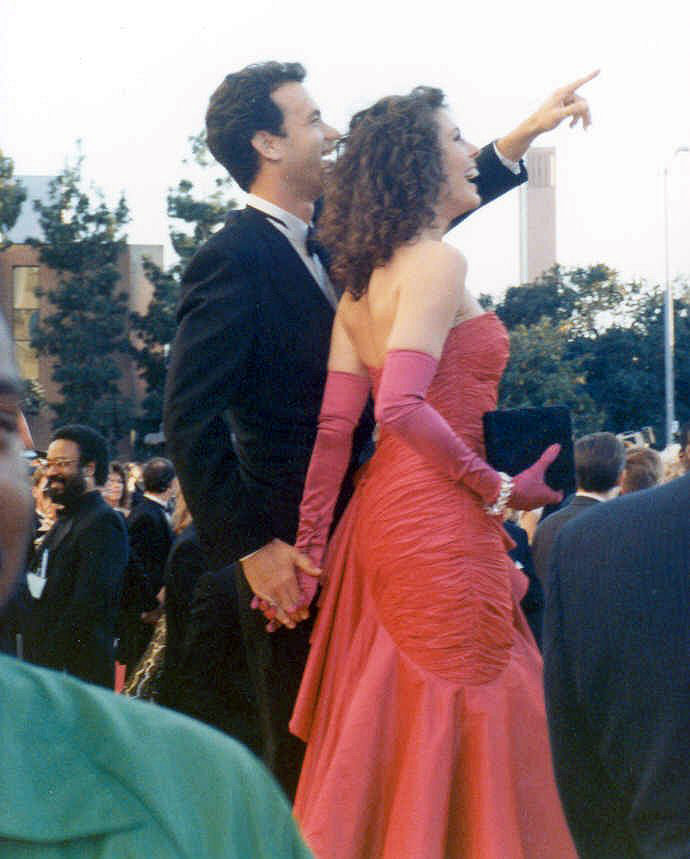
夫ハンクスと共に

ロンドン音楽演劇アカデミー（LAMDA）で学ぶ。1972年、『ゆかいなブレディー家』のエピソード『Greg's Triangle 』にゲスト出演し、マーシャ・ブレディ(モーリーン・マコーミック)が所属するチアリーダーのリーダー選挙でライバルを演じたことからウィルソンのキャリアが始まった。1982年、『マッシュ』にレイシー看護師役で2回、シットコム『Three's Company 』に出演し、1981年12月18日、『Bosom Buddies 』でのちの夫ハンクスと共演した。また『ピース・フォース』、『魔女は16才』、『企業買収/250億ドルの賭け』、『虚栄のかがり火』、『ミックス・ナッツ/イブに逢えたら』、『めぐり逢えたら』、『Dearフレンズ』、『すべてをあなたに』、『ジングル・オール・ザ・ウェイ』、『プリティ・ブライド』、『Invisible Child 』、『ストーリー・オブ・ラヴ』、『ヒラリー・ダフのハート・オブ・ミュージック』、『恋するベーカリー』、『幸せの教室』など多数の映画に出演している。
1998年、HBOのミニシリーズ『フロム・ジ・アース/人類、月に立つ』で宇宙飛行士フランク・ボーマンの妻スーザン・ボーマンを演じた。テレビでは『そりゃないぜ!? フレイジャー』、『ラリーのミッドライフ★クライシス』、『LAW & ORDER:性犯罪特捜班』、『グッド・ワイフ』、『ボディ・オブ・プルーフ 死体の証言』、『GIRLS/ガールズ』など多くの連続ドラマにゲスト出演している。
また、2006年6月から8月にはブロードウェイにてミュージカル『シカゴ』再演でロキシー・ハート役を演じた。
近年はプロデュースにも乗り出している。ウィルソンはニア・ヴァルダロスが主演および脚本を務めた『マイ・ビッグ・ファット・ウェディング』映画化推薦者として度々名が挙げられる他、プロデューサーも務め、自主映画史上最高の興行収入となった。ウィルソン自身ギリシャ系アメリカ人、夫のハンクスはイギリス・ドイツ・ポルトガルを祖先に持ち、国際結婚する主演のギリシャ系アメリカ人のトゥーラ役に自身を重ねていた。2016年、続編『マイ・ビッグ・ファット・ウェディング2』においてウィルソンは共同プロデューサーを務めただけでなく、アナ役で出演もしている。
2012年5月8日、長年興味を持ってきた歌手業を開始してデッカ・レコードからソロ・アルバム『AM/FM』をリリースした。ジミー・ウェッブが作詞作曲した「ウィチタ・ラインマン」のカバーを含む1960年代および1970年代のクラシック曲を特徴としている。
2019年、コメディー映画｢Boy Genius ｣にメアリー･ロック役でマイルス･ブラウンやディエゴ･ベラスケス、クリスチャン･バルデラマ(ウィルマー･バルデラマの甥)と共演した。

## 私生活
1988年、俳優のトム・ハンクスと結婚した。2人の間には子供が2人いる。他にコリン・ハンクスを含む2人の継子がいる。その後、夫のトム・ハンクスとは『虚栄のかがり火』、『めぐり逢えたら』、『すべてをあなたに』、『幸せの教室』で４度共演している。
スターリングシルバーと14金で製造されたジュエリー「トゥルー・ハーツ」をモフィット癌センターに寄付した。この収益金はチャリティとして使用される。他にもウィルソンは特に癌や子供のためのチャリティに積極的である。
ウィルソンはギリシャ正教の敬虔な信者である。
2015年4月、ウィルソンは乳癌を患い、2回乳腺切除および再生手術を受けたことを発表した。1ヶ月の休演後、ラリー・デヴィッドのブロードウェイ作品『Fish in the Dark 』に復帰した。
2020年3月、オーストラリア滞在中に夫のトム・ハンクスと共に新型コロナウイルス感染症（COVID-19）を発症し、隔離観察の対象となった。同月末には症状が回復し、ハンクスと共に自宅のあるアメリカに帰国している。

## 活動家として
2015年、ONE Campaignが集めていた公開書簡の署名に署名した。2015年9月の国連サミットの前に、ドイツのG7のリーダーとなるアンゲラ・メルケルと南アフリカのAUのリーダーとなるNkosazana Dlamini-Zuma に女性の人権に焦点を当てることを嘆願するものであった。

## フィルモグラフィー

### 出演作品
| 年   | 題                                                                               | 役                                 | 特記 |
| ---- | -------------------------------------------------------------------------------- | ---------------------------------- | --- |
| 1966 | カリフォルニア万才 Spinout                                                       | ビット・ガール (クレジット無し)    | |
| 1972 | ゆかいなブレディー家 The Brady Bunch                                             | パット・コンウェイ                 | テレビ番組 エピソード: "Greg's Triangle"                                                                            |
| 1979 | The Day It Came to Earth                                                         | Debbie                             | |
| 1980 | Cheech & Chong's Next Movie                                                      | 女優                               | |
| 1981 | Bosom Buddies                                                                    | シンディ                           | テレビ番組 エピソード: "All You Need is Love"                                                                       |
| 1982 | マッシュ M*A*S*H                                                                 | レイシー看護師                     | テレビ番組 エピソード: "Blood and Guts" "Hey, Look Me Over"                                                         |
| 1983 | Three's Company                                                                  | アグネス・プラット                 | テレビ番組 エピソード: "Alias Jack Tripper"                                                                         |
| 1985 | ピース・フォース Volunteers                                                      | ベス・ウェクスラー                 | |
| 1986 | 227                                                                              | Dr.ピーターソン                    | テレビ番組 エピソード: "Mary Nightingale"                                                                           |
| 1989 | 魔女は16才 Teen Witch                                                            | Dancer                             | |
| 1990 | Sinners                                                                          | Margaret                           | |
| 1990 | 虚栄のかがり火 The Bonfire of the Vanities                                       | P.R.ウーマン                       | |
| 1991 | ハリウッド・ナイトメア Tales from the Crypt                                      | ジェス・ギルクライスト             | テレビ番組 エピソード: Mournin' Mess                                                                                |
| 1993 | めぐり逢えたら Sleepless in Seattle                                              | スージー                           | |
| 1994 | ミックス・ナッツ/イブに逢えたら Mixed Nuts                                       | キャサリン・オショーネシー         | |
| 1995 | Dearフレンズ Now and Then                                                        | クリシー・デウィット・ウィリアムズ | |
| 1996 | No Dogs Allowed                                                                  |                                    | |
| 1996 | すべてをあなたに That Thing You Do!                                              | マルグリット                       | |
| 1996 | ジングル・オール・ザ・ウェイ Jingle All the Way                                  | リズ・ラングストン                 | |
| 1998 | サイコ Psycho                                                                    | キャロライン                       | |
| 1999 | Invisible Child                                                                  | アニー・ビーマン                   | |
| 1999 | プリティ・ブライド Runaway Bride                                                 | エリー・グラハム                   | |
| 1999 | ストーリー・オブ・ラブ The Story of Us                                           | レイチェル                         | |
| 2001 | PERFUME パフューム Perfume                                                       | ロベルタ                           | aka Dress to Kill                                                                                                   |
| 2001 | グラスハウス The Glass House                                                     | グレイス・エイヴリー・ベイカー     | (クレジット無し) |
| 2002 | ボブ・クレイン 快楽を知ったTVスター Auto Focus                                   | アン・クレイン                     | |
| 2003 | My Big Fat Greek Life                                                            | アリアナ                           | テレビ番組 エピソード: "Ariana"                                                                                     |
| 2004 | ヒラリー・ダフのハート・オブ・ミュージック Raise Your Voice                      | フランシス・フレッチャー           | |
| 2005 | The Chumscrubber                                                                 | テリ・ブラットリー                 | |
| 2005 | ウォーキング・オン・ザ・ムーン 3D Magnificent Desolation: Walking on the Moon 3D | Beta Station Commander             | 声の出演 |
| 2006 | Beautiful Ohio                                                                   | Judith Messerman                   | |
| 2009 | マイ・ビッグ・ファット・ドリーム My Life in Ruins                                | Elinor                             | |
| 2009 | オールド・ドッグ Old Dogs                                                        | ジェナ                             | |
| 2009 | 恋するベーカリー It's Complicated                                                | トリシア                           | |
| 2011 | 最低で最高のサリー The Art of Getting By                                         | ヴィヴィアン・サージェント         | |
| 2011 | 幸せの教室 Larry Crowne                                                          | ウィルマ・ガムガード               | |
| 2011 | LAW & ORDER:性犯罪特捜班 Law & Order: Special Victims Unit                       | ブリー・メザロン                   | テレビ番組 エピソード: "Delinquent"                                                                                 |
| 2011 | グッド・ワイフ The Good Wife                                                     | ヴァイオラ・ウォルシュ             | テレビ番組 エピソード: "Net Worth" "Great Firewall" "Live from Damascus" "Two Girls, One Code" "Outside the Bubble" |
| 2012 | Jewtopia                                                                         | アーリン・リプスチッツ             | |
|      | Who Do You Think You Are?                                                        | 本人                               | テレビ番組 エピソード: "Rita Wilson"                                                                                |
| 2013 | The Tutor                                                                        | ティナ                             | 短編映画 |
| 2013 | GIRLS/ガールズ Girls                                                             | エヴィ・マイケルズ                 | テレビ番組 エピソード: "It's About Time" "Females Only" "Truth or Dare" "Wedding Day"                               |
| 2014 | Dawn Patrol                                                                      | シェリア                           | |
| 2016 | マイ・ビッグ・ファット・ウェディング2 My Big Fat Greek Wedding 2                 | アナ                               | |
| 2018 | グロリア 永遠の青春 Gloria Bell                                                  | ヴィッキー                         | |
| 2022 | 1883                                                                             | キャロライン                       | テレビ番組 エピソード『悪魔との根競べ』                                                                             |
| 2023 | アステロイド・シティ Asteroid City                                               |                                    | ポストプロダクション                                                                                                |

### プロデュース作品
| 年   | 題                                                               | 役                             | 特記 |
| ---- | ---------------------------------------------------------------- | ------------------------------ | --- |
| 2002 | マイ・ビッグ・ファット・ウェディング My Big Fat Greek Wedding    | プロデューサー                 | Producers Guild of America Visionary Award ノミネート — Producers Guild of America Award for Motion Picture Producer of the Year 主演および脚本: ニア・ヴァルダロス |
| 2003 | My Big Fat Greek Life                                            | エグゼクティブ・プロデューサー | テレビ番組 主演および共同プロデュース: ニア・ヴァルダロス |
| 2004 | コニー&カーラ Connie and Carla                                   | エグゼクティブ・プロデューサー | フィーチャー映画(コメディ) 主演および脚本: ニア・ヴァルダロス |
| 2008 | マンマ・ミーア! Mamma Mia!                                       | エグゼクティブ・プロデューサー | |
| 2009 | My Life in Ruins                                                 | エグゼクティブ・プロデューサー | フィーチャー映画(ロマンティック・コメディ) 主演および脚本: ニア・ヴァルダロス                                                                                       |
| 2016 | マイ・ビッグ・ファット・ウェディング2 My Big Fat Greek Wedding 2 | エグゼクティブ・プロデューサー | マイ・ビッグ・ファット・ウェディングの続編 主演および脚本: ニア・ヴァルダロス                                                                                       |
| 2022 | オットーという男 A Man Called Otto                               | プロデューサー                 | |

## ディスコグラフィ

### 2012年:AM/FM(オーディオCD:2012年5月8日)[18]

#### 収録曲
1. "All I Have to Do is Dream"
2. "Never My Love"
3. "Come See About Me"
4. "Angel of the Morning"
5. "Walking in the Rain"
6. "Wichita Lineman"
7. "Cherish"
8. "You Were on My Mind"
9. "Good Times Charlie"
10. "Love has No Pride"
11. "Please Come to Boston"
12. "Will You Love Me Tomorrow"
13. "Faithless Love"
14. "River"

### 2016年:Rita Wilson(オーディオCD:2016年3月11日)[19]

#### 収録曲
1. "Along For The Ride"
2. "Crying, Crying"
3. "Talking To Me "
4. "Forgiving Me Forgiving You"
5. "Say Yes"
6. "Strong Tonight"
7. "What You See Is What You Get"
8. "Joni"
9. "In The Dark"
10. "Stay Low"
11. "Every Day"
12. "Girls Night In"
13. "I'm Guilty"
14. "Still Gone"
15. "Grateful"